# Joseph Vander Wee
Joseph Vander Wee, född 14 december 1902, död 11 oktober 1978, var en friidrottare från Belgien. Han deltog vid olympiska sommarspelen 1920 och olympiska sommarspelen 1924.